# Казьмин, Пётр Михайлович
Пётр Михайлович Казьми́н (1892—1964) — русский советский фольклорист, хоровой дирижёр, педагог. Народный артист СССР (1961). Лауреат Сталинской премии первой степени (1952).

## Биография

Могила Казьмина на Новодевичьем кладбище Москвы.

Пётр Казьмин родился 5 (17) октября 1892 года в селе Третьяки (ныне — в Борисоглебском городском округе, Воронежская область, Россия).
В 1915 году окончил словесное отделение Нежинского историко-филологического института князя Безбородко (ныне Нежинский государственный университет имени Николая Гоголя). В том же году защитил диссертацию по русскому песенному фольклору.
Преподавал в музыкальных учебных заведениях Симферополя, с 1921 года — Москвы.
С 1925 года — заместитель руководителя, с 1927 — художественный руководитель Государственного русского народного хора имени М. Е. Пятницкого (с 1932 — совместно с В. Г. Захаровым). При его участии хор стал одним из крупнейших советских музыкальных коллективов.
Пропагандировал русское хоровое искусство; автор текстов песен «Белым снегом», «Русская красавица», литературно-музыкальных композиций «Русская свадьба», «За околицей», «Посиделки», постановщик бытовых сцен, хороводов.
Автор статей по вопросам народного искусства. Составитель сборника «Воспоминания о В. Г. Захарове» (1967, совместно с В. В. Хватовым).
Член ВКП(б) с 1946 года.
Умер 30 июня 1964 года в Москве. Похоронен на Новодевичьем кладбище (участок № 4).

## Награды и звания
- Народный артист РСФСР (1944)
- Народный артист СССР (1961)
- Сталинская премия первой степени (1952) — за концертно-исполнительскую деятельность ГАРНХ имени М. Е. Пятницкого
- Орден Трудового Красного Знамени (1944) — за заслуги в деле пропаганды народной песни
- Медаль «За доблестный труд в Великой Отечественной войне 1941—1945 гг.»
- Медаль «В память 800-летия Москвы»